# Голеган
Голега́н (порт. Golegã; МФА: [gu.ɫɨ.ˈgɐ̃], Гулига́н) — муніципалітет і містечко в Португалії, в окрузі Сантарен. Розташований у західній частині країни, на теренах історичної португальської провінції Ештремадура. Належить до Сантаренської діоцезії Католицької церкви в Португалії. Права міського самоврядування має з 1534 року. Поділяється на 3 парафії. За адміністративним поділом, чинним до 1976 року, був складовою провінції Рібатежу. Площа муніципалітету — 84,32 км², населення муніципалітету — 5913 ос. (2011); густота населення — 70,13 осіб/км²
. Патрон — Діва Марія. Святковий день муніципалітету — 1-й четвер після Вознесіння. Поштовий індекс — 2150.  Код місцевої адміністративної одиниці — 1412. Складова статистичного регіону Алентежу.

## Назва
- Голеган (порт. Golegã, стара орфографія: порт. Gollegã)

## Географія
Голеган розташований в центрі Португалії, в центрі округу Сантарен.
Голеган розташований за 26 км на північний схід від міста Сантарен.
Голеган межує на північному сході — з муніципалітетом Віла-Нова-да-Баркіня, на сході — з муніципалітетом Шамушка, на заході — з муніципалітетом Сантарен, на північному заході — з муніципалітетами Торреш-Новаш і Ентронкаменту.

## Історія
Голеган заснований 1534 року. Стародавнє поселення на місці сучасного існувало вже в епоху неоліту. У 138 році до н. е. територія була захоплена римлянами. У 715 році поселення було захоплене маврами. Повернуто під юрисдикцію португальського короля Афонсу І у 1147 році. Сучасний Ґолеґан отримав статус міста у 1520 році від короля Мануела I.

## Населення
| Кількість мешканців | Кількість мешканців | Кількість мешканців | Кількість мешканців | Кількість мешканців | Кількість мешканців | Кількість мешканців | Кількість мешканців | Кількість мешканців | Кількість мешканців | Кількість мешканців | Кількість мешканців | Кількість мешканців | Кількість мешканців | Кількість мешканців | Кількість мешканців |
| ------------------- | ------------------- | ------------------- | ------------------- | ------------------- | ------------------- | ------------------- | ------------------- | ------------------- | ------------------- | ------------------- | ------------------- | ------------------- | ------------------- | ------------------- | ------------------- |
| 1864                | 1878                | 1890                | 1900                | 1911                | 1920                | 1930                | 1940                | 1950                | 1960                | 1970                | 1981                | 1991                | 2001                | 2011                |                     |
| 4 695               | 4 692               | 5 866               | 5 694               | 6 267               | 5 779               | 6 326               | 6 670               | 6 226               | 6 150               | 5 855               | 5 963               | 6 072               | 5 710               | 5 465               |                     |

## Парафії
- Азіньяґа
- Голеган (парафія)
- Помбалінью

## Уродженці
- Мануел Бенту (*1948 — †2007) — відомий у минулому португальський футболіст, воротар.
- Мануел Бенту — футбольний воротар.
- Хосе Релвас — прем'єр-міністр.